# トランシルヴァニア公国

トランシルヴァニア公国
Erdélyi Fejedelemség (ハンガリー語)
Principatus Transsilvaniae (ラテン語)

トランシルヴァニア公国の地図

トランシルヴァニア公国（トランシルヴァニアこうこく、ラテン語: Principatus Transsilvaniae [prinkipaːtus transːsilvaːniae̯]（ただし現地の発音では [print͡sipaːtus transːsilvaːnieː]）、ハンガリー語: Erdélyi Fejedelemség [ˈɛrde̝ːji ˌfɛjɛdɛlemʃe̝ːɡ]、ドイツ語: Fürstentum Siebenbürgen [ˈfʏʁstn̩ˌtuːm ˌziːbn̩ˈbʏʁɡn̩]、ルーマニア語: Principatul Ardealului [print͡ʃi'patul ar'de̯alului̯]、 Principatul Transilvaniei [print͡ʃi'patul transil'vaniei̯]）は、オスマン帝国やオーストリアの宗主権下におかれていた半独立の公国である。

## 概要
歴史的ハンガリー（カルパチア盆地）東部、現在のルーマニア領トランシルヴァニア地方を中心とする地域に1571年から1711年まで存在し、歴史的には基本的にドイツ人のハプスブルク家が支配する王領ハンガリー（名目上のハンガリー王国）に対して実質的なハンガリーの継承国家と見なされている。1437年9月16日にカーポルナ町（チチョーカーポルナ村 ハンガリー語: Csicsókápolna [ˈt͡ʃit͡ʃoːˌkɑ̈ːpolnɒ]、カパルナ村 ルーマニア語:  Căpâlna [kəˈpɨlna]）でブダイ・ナジ・アンタル（Budai Nagy Antal [ˈbudɒi ˌnɒɟ ˌɒntɒl]）の農民蜂起に対抗してトランシルヴァニアのハンガリー人と（ハンガリー人の一派である）セーケイ人とザクセン人（ハンガリー国王の招聘による入植者であるドイツ人たち）の三民族の貴族たちが「三民同盟」(kápolnai unió) を締結したことから、トランシルヴァニア公国の公民はこの三民族と見なされることとなった。

## 歴史

### 東ハンガリー王国とサポヤイ家

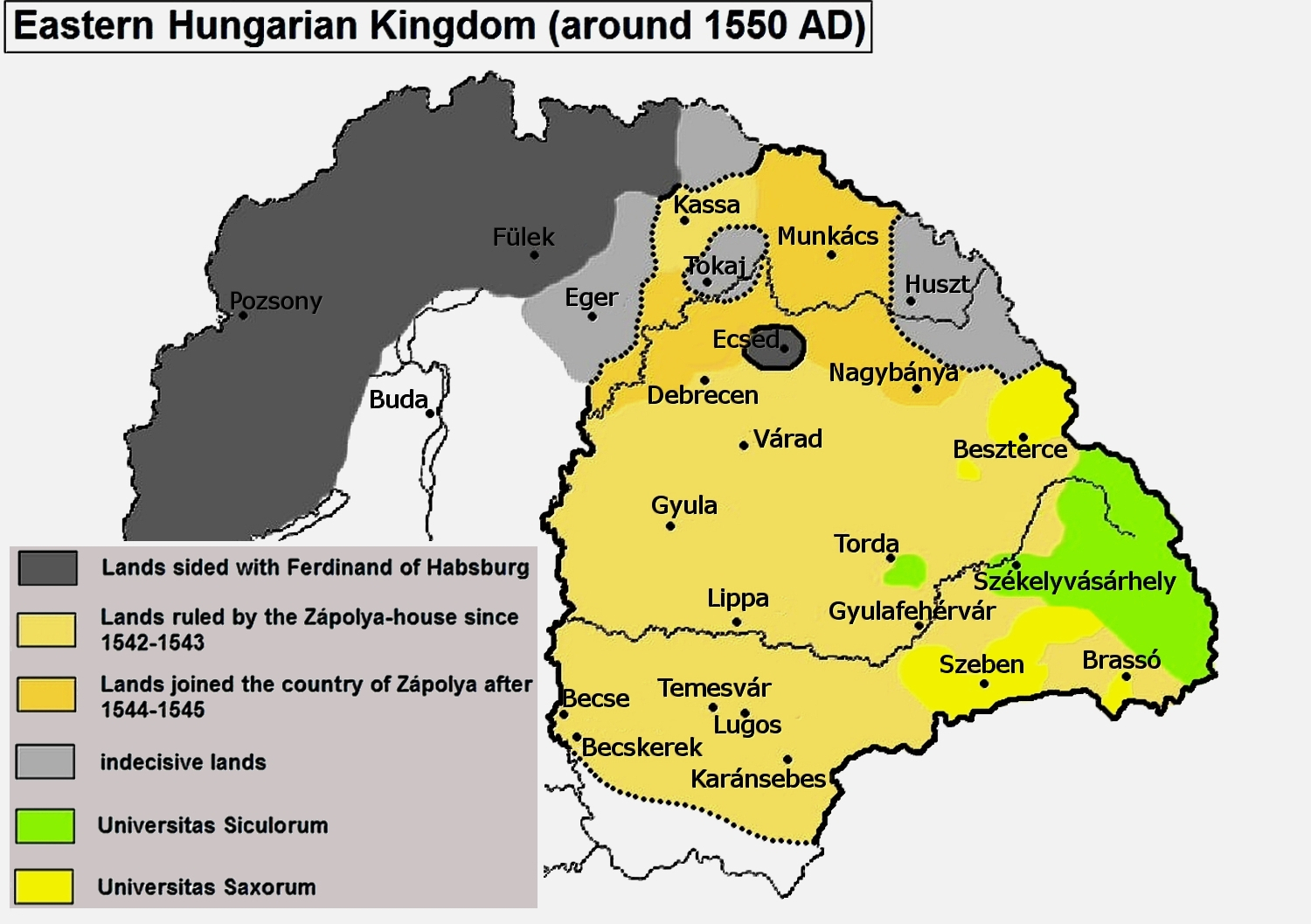
1550年ごろの王領ハンガリー（灰色の部分）と東ハンガリー王国（褐色に着色した部分）

1526年8月29日、オスマン帝国のスルタン・スレイマン1世はモハーチの戦いでハンガリー軍に対する決定的な勝利を手にした。ハンガリー王兼ボヘミア王ラヨシュ2世は配下の大勢の将兵と共に戦死、トランシルヴァニアの領主サポヤイ・ヤーノシュがハンガリー王に選出されたが、ハプスブルク家のフェルディナントがハンガリー王位を要求、両者の紛争が起きるとサポヤイはしばしばスレイマン1世に支援を要請した。
1540年サポヤイ没後、スレイマン1世はサポヤイの息子ヤーノシュ・ジグモンドの保護を口実とし、1541年にブダとハンガリー中央部を占領。こうしてハンガリーは王領ハンガリー、オスマン帝国、オスマン帝国の庇護下にある東ハンガリー王国の3国家に分断された。東ハンガリーは後にトランシルヴァニア公国を形成。オーストリアとオスマン帝国が同公国に対する影響力を競う時代が2世紀近くに渡って続く。トランシルヴァニアを支配するハンガリー人大貴族達は、2つの覇権国家の間で独立を維持するために、しばしば二枚舌外交の政治を行った。
トランシルヴァニアは当時、宗教に関してはローマ・カトリックが支配的な地域であったが、ルター派やカルヴァン派が布教目的で説教をすることも許されていた。1563年、イタリア人のジョルジョ・ビャンドラータが宮廷侍医に任じられたが、ビャンドラータの急進的な宗教観はヤーノシュ2世とカルヴァン派の司教ダーヴィド・フェレンツに強い影響を与え、ついに両者は反三位一体派（ユニテリアン）に改宗した。ダーヴィト・フェレンツはカルヴァン派の論客メーリウス・ユハース・ペーテル（hu）との公開討論に勝利した。この事件が引き金となり、1568年には「トゥルダの勅令」によって信仰表明の自由が公式に保障された。これはキリスト教ヨーロッパ世界で最初に信教の自由を保障した法令だったが、信仰の自由を認められたのはカトリック、ルター派、カルヴァン主義、ユニテリアン主義だけであり、東方正教の信仰は明白に禁じられていた。

### トランシルヴァニア公国
1571年にヤーノシュ・ジグモンドが死ぬとバートリ家が権力を掌握し、オスマン帝国配下の公として、時にはハプスブルク帝国の傘下に入りつつ1602年までトランシルヴァニアを支配した。バートリ家の諸公達の統治期は、トランシルヴァニア公国が半独立国家としての地位を確立した最初の時期だった。
後にポーランド王ステファン・バートリとなるハンガリー人カトリック教徒のバートリ・イシュトヴァーンは、「トゥルダの勅令」によって保証されている信仰の自由を維持する方針を採っていたが、勅令が保護する対象の範囲を徐々に狭める法律解釈を行った。その甥バートリ・ジグモンドの治世には、トランシルヴァニアはオーストリア・トルコ戦争（en）に巻き込まれた。この戦争は当初、キリスト教諸国の同盟軍とオスマン帝国との争いとして始まったが、後にはトランシルヴァニア、ハプスブルク帝国、オスマン帝国、ワラキアのミハイ勇敢公の四者による泥沼の戦いになり果てた。
1601年以後、トランシルヴァニアは短期間ながら神聖ローマ皇帝ルドルフ2世の支配下にあり、ルドルフ2世は対抗宗教改革の一環として、公国にドイツ人を大量に移住させることでトランシルヴァニアにおけるカトリック勢力の回復を促進した。しかし1604年から1606年にかけ、ハンガリー人貴族ボチュカイ・イシュトヴァーンは反乱を起こし、オーストリアの支配を排除した。ボチュカイは1603年4月5日にトランシルヴァニア公に選ばれ、2ヵ月後にはハンガリー君主を称した。彼は1606年6月23日にオーストリアとの間でウィーンの和約を結び、公国の信教の自由と政治上の自治権を認めること、公国から奪った全ての領土を回復すること、全ての「不正な」判決を撤回すること、王領ハンガリーに住む全てのハンガリー人に対する遡及的かつ完全な恩赦を与えること、自分をトランシルヴァニア公国の独立君主と認めさせた。

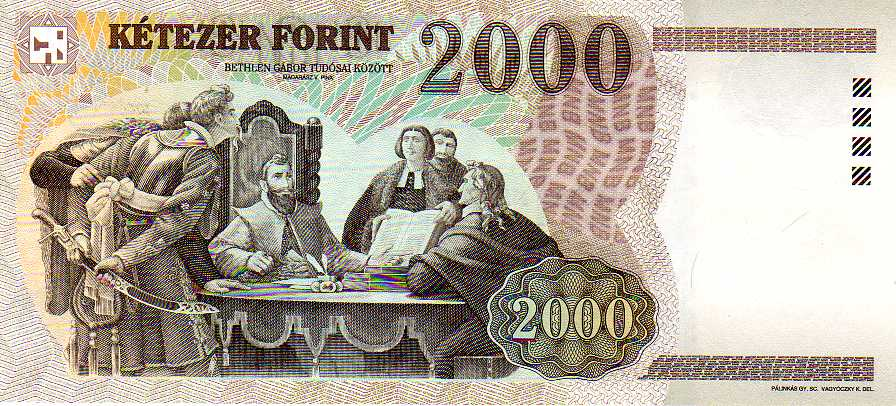
トランシルヴァニアの科学者達と会話するベトレン・ガーボル、ハンガリー銀行発行の2000フォリント紙幣

ボチュカイの後継者達、特にベトレン・ガーボルとラーコーツィ・ジェルジュ1世の治世にトランシルヴァニアは黄金期を迎えることになった。ベトレン・ガーボルは臣下を圧迫ないし取り込もうとする神聖ローマ皇帝達の全ての試みを妨害し、プロテスタント勢力を擁護したことでプロテスタント諸国から高い評判を受けることになった。また、ハプスブルク家の皇帝達と3度戦争を行ったが、そのうち2度はハンガリー王の称号をベトレンが名乗ったことに起因するものであった。1621年、ベトレンは皇帝側とニコルスブルクの和約を結び、プロテスタントの権利を保証する「ウィーンの和約」を確認すること、ハンガリー北部にある7郡をトランシルヴァニアに割譲することを認めさせた。
ベトレンの後を継いだラーコーツィ・ジェルジュ1世（在位：1630年 - 1648年）も同様に成功を収めた。ラーコーツィ・ジェルジュ1世の主な功績は1645年9月16日に「リンツの和約」を結んだことである。この和約は皇帝にウィーンの和約の再確認を強いるもので、ハンガリーにおけるプロテスタント勢力が勝ち取った最後の勝利であった。
ベトレン・ガーボルとラーコーツィ・ジェルジュ1世は教育と文化にも力を注ぎ、両者の治世はまさにトランシルヴァニアの黄金期と呼ぶにふさわしい時代だった。両者は公国の首都アルバ・ユリアを美化するために惜しみなく金を使い、同市は東ヨーロッパにおけるプロテスタント勢力の重要な牙城の1つになった。彼らの治世でトランシルヴァニアはローマ・カトリック、カルヴァン派、ルター派、ユニテリアンが平和裏に共存し、複数の数派が公式宗派（religiones recaepte）として認められていた数少ない国家の一つであった。但し、正教信仰に関しては容認されているだけだった。

### 衰退・消滅
しかし、ラーコーツィ・ジェルジュ2世は大洪水時代のポーランド遠征に失敗、1660年にオスマン帝国の征討を受けて戦死、同年に起きたオラデアの喪失は、トランシルヴァニア公国の衰退と公国に対するハプスブルク帝国の支配力が増大していく画期となった。ジェルジュ2世の死後後継者争いが勃発、ケメーニ・ヤーノシュ統治下の1661年4月、トランシルヴァニア議会はオスマン帝国からの分離を宣言し、ウィーン宮廷に支援を要請した。しかしハプスブルク・オスマン間の秘密協定の結果、オスマン側のアパフィ・ミハーイ1世が公となり、ケメーニ・ヤーノシュは戦死した。
ミハーイ1世はオスマン側に立ったが、公国に対するハプスブルク帝国の影響はさらに強まって行った。1683年の第二次ウィーン包囲にオスマン帝国が敗退した後、大トルコ戦争でハプスブルク家がハンガリーを占領、トランシルヴァニアにも攻め入り、ミハーイ1世はハプスブルク帝国と協定を結び、公的には自治国家であるトランシルヴァニアはハプスブルク帝国の実質的な支配下に置かれることとなった。一時オスマン帝国に協力したテケリ・イムレがトランシルヴァニア公を称したが、すぐに廃位された。
1692年、アパフィ・ミハーイ2世が廃位されトランシルヴァニアはハプスブルク家治下のハンガリー王国に組み込まれ、皇帝政府の直接統治下に入った（1699年のカルロヴィッツ条約でオーストリアはトランシルヴァニアの宗主権を認められた）。1704年にラーコーツィ・フェレンツ2世がトランシルヴァニア公に即位した。
1711年にトランシルヴァニア公は"ハプスブルク化"の対象となり統治者が総督に置き換えられると、公国は形骸化。
1765年に形だけとはなりつつも大公国へ昇格したトランシルヴァニア公国だったが、1867年のアウスグライヒに伴うハンガリー王冠領の成立で領土に組み込まれて名実共に消滅した。